# Limonium bolosii
Limonium bolosii är en triftväxtart som beskrevs av Gil och L.Llorens. Limonium bolosii ingår i släktet rispar, och familjen triftväxter. Inga underarter finns listade i Catalogue of Life.